# Jollain-Merlin
Jollain-Merlin est une section de la commune belge de Brunehaut située en Wallonie picarde et en Flandre romane dans la province de Hainaut.
C'était une commune à part entière avant la fusion des communes de 1977.

## Évolution démographique
- Sources : INS, Rem. : 1831 jusqu'en 1970 = recensements, 1976 = nombre d'habitants au 31 décembre.

## Histoire
Jean Du Chambge (1587-1633), fils de Séraphin, est seigneur de Liessart à Béclers après son père et du Fay à Jollain. Baptisé à Tournai le 6 novembre 1587, il meurt à Tournai le 17 mars 1633. Il demande le 25 février 1625 à remplacer Jean-Baptiste Luytens, démissionnaire de sa charge de lieutenant de la compagnie bourgeoise de Mr de Cordes, il sera par la suite  capitaine de cette compagnie. Il épouse à Tournai le 26 janvier 1615 Antoinette de Pollinchove, fille de Nicolas, marchand drapier, garde de la Monnaie de Tournai, échevin et juré de la ville, seigneur du Porcq à Blandain, et d'Antoinette Varlo. Antoinette de Pollinchove meurt sans postérité à Tournai le 3 février 1675, est inhumée dans la chapelle du couvent des dominicains de Tournai.
Nicolas Du chambge (1595-1641), fils de Séraphin, est seigneur de Liessart et du Fay, après son frère Jean. Baptisé à Tournai le 14 décembre 1595, il vient fonder la branche lilloise de cette famille. Il achète la bourgeoisie de Lille le 6 janvier 1620, devient échevin de Lille et meurt à Lille le 5 novembre 1641. Il prend pour femme à Lille le 2 novembre 1620 Marie Miroul, morte avant le 8 juillet 1666, fille de Jean  procureur général de la ville et de Philippote de Maret.
Simon-Pierre Du Chambge (1669-1726), écuyer, est seigneur de Liessart et du Fay. Fils de Séraphin Du Chambge, bourgeois de Lille, chevalier, mayeur et rewart (chargé du maintien de l'ordre) de Lille et de Jossine Van den Berghe, il est baptisé à Lille le 2 avril 1669, devient bourgeois de Lille, est créé trésorier de France au bureau des finances de la généralité de Lille le 16 février 1693, nomme premier président à ce bureau le 31 janvier 1700. Il meurt à Lille le 25 juillet 1726, est inhumé dans le chœur de l'église de Noyelles-lès-Seclin. Il épouse à Lille le 22 janvier 1692 Marie-Christine Cardon (1667-1728), dame de Douay-en-Roncq, des Passez, fille de Jean-Baptiste, seigneur du Fermont  et de Marguerite-Françoise du Forest. Baptisée à Lille le 24 août 1667, l'épouse meurt le 5 juin 1728, à 60 ans.
Les villages de Jollain et de Merlin ont fusionné en 1715 lorsque la seigneurie de Merlin est devenue la propriété de la famille Pinchon, déjà propriétaire de Jollain. Malgré cette fusion, les noms de Jollain et de Merlin sont encore beaucoup utilisés par les autochtones et les habitants des alentours.

## Personnalités
- Arnaud Decléty (1933-2000).
- M. V. Dilly, maréchal-ferrant, il obtient la variété de poire Beurré Dilly, vers 1848, dans la localité de Jollain[5].